# Зезекали
Зезе́кали — колишнє село в Україні, у Пишненківській сільській раді, Зіньківського району, Полтавської області.
Населення за даними 1984 року становило 10 осіб.
Село ліквідоване 1990 року.

## Географія
Село Зезекали розташоване за 2,5 км від сіл Пишненки та Драни.

## Історія
- 1990 — село ліквідоване[1].